# Mikasa
Mikasa (三笠市; -shi) é uma cidade japonesa, localizada na subprovíncia de Sorachi, na província de Hokkaido.
Em 2003 a cidade tinha uma população estimada em 12 634 habitantes e uma densidade populacional de 41,75 h/km². Tem uma área total de 302,64 km².
Recebeu o estatuto de cidade a 1 de Abril de 1957.

## Referências

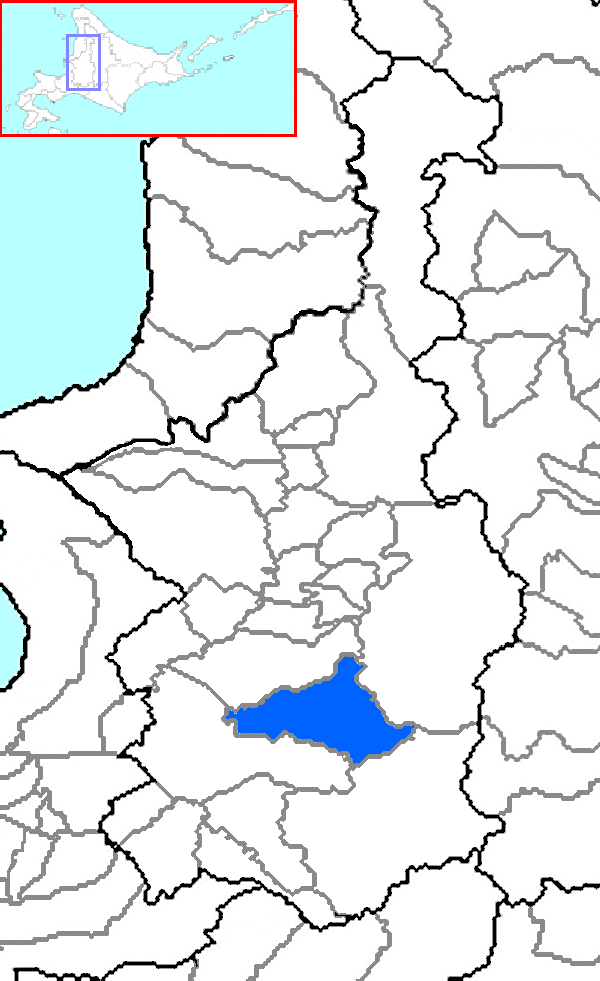